# 15 Wojskowy Oddział Gospodarczy
15 Wojskowy Oddział Gospodarczy (WOG) – jednostka wojskowa sformowana do zabezpieczenia finansowego i logistycznego jednostek wojskowych w przydzielonym rejonie odpowiedzialności, w przypadku 15 WOG jest to garnizon Szczecin, Stargard i Choszczno. 15 WOG jest jednostką budżetową w rozumieniu ustawy o finansach publicznych (na podstawie Statutu oraz ustanowienia dysponenta III stopnia przez ministra obrony narodowej).

## Historia
15 Wojskowy Oddział Gospodarczy w Szczecinie rozpoczął formowanie na mocy Decyzji MON Nr Z-105/Org./P1 z dnia 9 grudnia 2010 r. oraz rozkazu wykonawczego szefa Inspektoratu Wsparcia Sił Zbrojnych Nr PF-19/Org. z dnia 9 marca 2011 r..

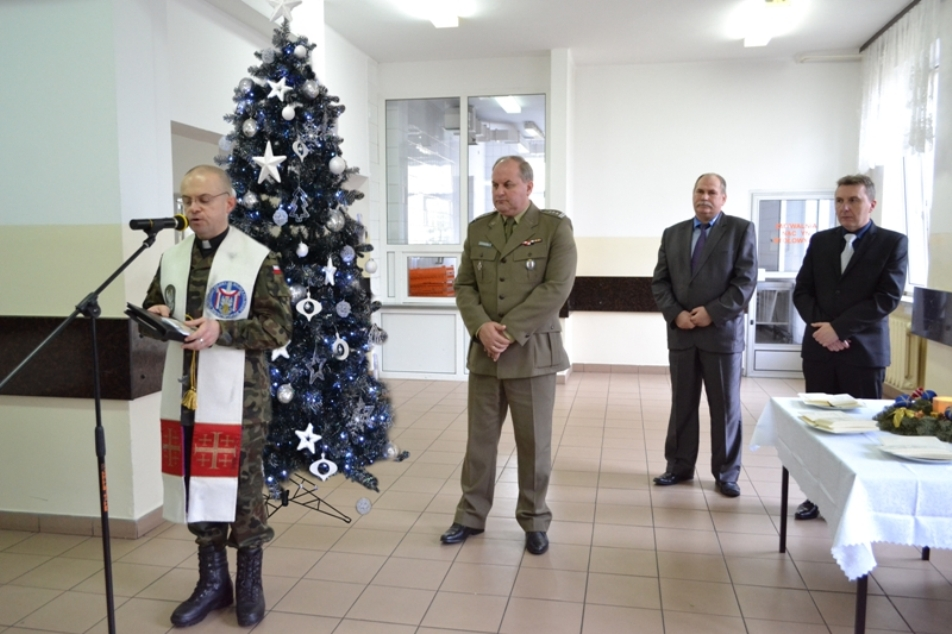
płk mgr inż. Ryszard Konefał (2014)

Jednostka powstała 8 kwietnia 2011 roku na podstawie Zarządzenia nr 13 ministra obrony narodowej w kompleksie koszarowym Garnizonowego Ośrodka Mobilizacyjnego w Szczecinie. 15 WOG przejął zadania i kompetencje w rejonie odpowiedzialności rozformowanych Wojskowych Administracji Koszar (WAK).
W czerwcu 2011 zintegrowano pod względem gospodarczym, na mocy Decyzji Nr 244/MON z dnia 21 czerwca 2011 r. w sprawie połączenia jednostek budżetowych, 15 WOG z 5 Pułkiem Inżynieryjnym, 12 Brygadą Zmechanizowaną, 12 Batalionem Dowodzenia, 2 Batalionem Saperów, 12 Batalionem Zaopatrzenia, Garnizonowym Ośrodkiem Mobilizacyjnym w Szczecinie oraz Wojewódzkim Sztabem Wojskowym w Szczecinie .
31 grudnia 2011 roku 15 Wojskowy Oddział Gospodarczy w Szczecinie dotychczas podporządkowany szefowi Inspektoratu Wsparcia Sił Zbrojnych w Bydgoszczy przeszedł w podporządkowanie dowódcy 1 Regionalnej Bazy Logistycznej w Wałczu.
W 2012 na mocy rozkazu szefa Sztabu Generalnego Wojska Polskiego i rozkazu szefa Inspektoratu Wsparcia Sił Zbrojnych z dnia 16 lutego 2012 roku w sprawie realizacji zmian organizacyjnych i etatowych w stacjonarnym systemie zabezpieczenia logistycznego Sił Zbrojnych RP nastąpiło przekazanie dla 15 Wojskowego Oddziału Gospodarczego w Szczecinie Wojskowych Administracji Koszar (stany osobowe, mienie, infrastruktura) podległych od 2006 roku Rejonowemu Zarządowi Infrastruktury w Szczecinie.
W marcu 2012 zintegrowano pod względem gospodarczym, na mocy Decyzji Nr 72/MON z dnia 9 marca 2012 r. w sprawie połączenia jednostek budżetowych , 15 WOG z narodowym elementem wsparcia dowództwa Wielonarodowego Korpusu Północ-Wschód. 31 sierpnia 2012 roku Wojskowe Administracje Koszar zakończyły swoją działalność i w takiej strukturze 15 WOG funkcjonuje obecnie.
Minister Obrony Narodowej decyzją nr 428/MON z dnia 30 października 2015 r. wprowadził odznakę pamiątkową i oznaki rozpoznawcze Oddziału .
Oznaki rozpoznawcze 15 WOG 

Oznaka rozpoznawcza na mundur wyjściowy
Oznaka rozpoznawcza na mundur polowy

17 czerwca 2016 15 WOG obchodził 5-lecie. W uroczystości wziął udział komendant 15 WOG oraz komendant 1 Regionalnej Bazy Logistycznej w Wałczu płk Eryk Hofmann.
30 marca 2017 odbyło się przekazanie obowiązków komendanta 15 WOG. Obowiązki od płk Ryszarda Konefała przyjął ppłk Andrzej Rybacki. W uroczystości wzięli udział między innymi: przedstawiciel Dowódcy Generalnego RSZ gen.dyw. Marek Mecherzyński, dowódca 12 Szczecińskiej Dywizji Zmechanizowanej gen. dyw. Rajmund Andrzejczak, zastępca Dowódcy Wielonarodowego Korpusu Północ-Wschód gen. bryg. Krzysztof Król. 1 sierpnia 2017 na podstawie decyzji ministra obrony narodowej komendantem 15 WOG został płk Mieczysław Spychalski, który złożył meldunek komendantowi 1 Regionalnej Bazy Logistycznej płk Cezaremu Balewskiemu. W uroczystości wzięli udział między innymi: przewodniczący sejmowej komisji obrony narodowej poseł Michał Jach, dowódca 12 Szczecińskiej Dywizji Zmechanizowanej gen. dyw. Rajmund Andrzejczak oraz szefowie i komendanci jednostek i instytucji wojskowych garnizonu. 23 października 2017 wizytował 15 WOG I Zastępca Szefa Sztabu Generalnego WP - gen. broni Michał Sikora w związku z obchodami Święta Terenowych Organów Administracji Wojskowej organizowanymi przez WSzW w Szczecinie. Obecni byli również szefowie Wojewódzkich Sztabów Wojskowych.
28 czerwca 2018 na podstawie Decyzji Nr 80/MON Ministra Obrony Narodowej 15. WOG otrzymał imię patrona, generała brygady Aleksandra Litwinowicza. 20 grudnia 2018 został pożegnany przez komendanta 15 WOG płk Mieczysława Spychalskiego kierownik infrastruktury Tadeusz Żyłczyński. 9 maja 2019 odbyło się uroczyste przekazanie obowiązków komendanta 15 Wojskowego Oddziału Gospodarczego. Dotychczasowy komendant ppłk Mieczysław Spychalski przekazał czasowe pełnienie obowiązków dla ppłk Andrzeja Rybackiego. 14 października 2019 na podstawie decyzji Ministra Obrony Narodowej obowiązki komendanta przyjął płk Dariusz Krajewski.

## Komendanci
Poczet dowódców jednostki:
- płk mgr inż. Ryszard Konefał – (2011-30.03.2017)
- ppłk mgr Andrzej Rybacki – p.o. (30.03.2017-1.08.2017)
- płk mgr inż. Mieczysław Spychalski – (1.08.2017- 2019)
- ppłk Andrzej Rybacki (p.o. 9 V 2019 - 14.10.2019)
- płk mgr inż. Dariusz Krajewski (14.10.2019 - 31.01.2022)
- płk mgr Bogusław Pisała (31.01.2022 - obecnie)

## Struktura organizacyjna
15 WOG ma następującą strukturę organizacyjną:
- komenda
  - pion głównego księgowego
  - logistyka
  - sekcja wychowawcza
  - sekcja zabezpieczenia teleinformatycznego
  - sekcja inwentaryzacji
  - sekcja medyczna
  - wydział administracyjny
  - wydział infrastruktury
  - wydział planowania
  - wydział materiałowy
  - wydział techniczny
  - służba łączności i informatyki
  - grupa transportowa
  - grupy zabezpieczenia

## Wysunięte elementy oddziału
Bezpośrednie zadania wykonywane są przez wysunięte elementy oddziału:
- grupa zabezpieczenia Szczecin
- grupa zabezpieczenia Szczecin Podjuchy
- grupa zabezpieczenia Stargard
- grupa zabezpieczenia Choszczno

## Zadania
Głównym zadaniem WOG-u jest zabezpieczenie logistyczne jednostek wojskowych na obszarze północno-zachodniej części Polski. 15 WOG realizuje zadania w zakresie:
- utrzymania gotowości bojowej i mobilizacyjnej (wyłącznie dla WOG i jednostek nowo formowanych)
- zabezpieczenia materiałowego
- zabezpieczenia technicznego
- zabezpieczenia medycznego
- zabezpieczenia finansowego (wraz z realizacją zamówień publicznych)
- infrastruktury wraz z zabezpieczeniem ppoż
- zabezpieczenia geograficznego i hydrometeorologicznego
- zabezpieczenia sprzętu łączności i informatyki
- ochrony i obrony obiektów
- obsługi administracyjno-biurowej
- bezpieczeństwa i higieny pracy
- zadań wynikających z obowiązków państwa-gospodarza (HNS)
- współpracy z instytucjami i środowiskami cywilnymi
- obsługi rodzin
- zabezpieczenia działalności duszpasterstwa wojskowego
- zabezpieczenia transportowego jednostek wojskowych
- obsługi prawnej

## Adres
Narutowicza 10a
70-231 Szczecin